# 1. Frauen-Fußball-Club Frankfurt 2017-2018
Questa voce raccoglie le informazioni riguardanti la squadra femminile del 1. Frauen-Fußball-Club Frankfurt nelle competizioni ufficiali della stagione 2017-2018.

## Stagione
La stagione si apre con la novità nel cambio di panchina, affidata al tecnico Niko Arnautis, già in organico con la società ma promosso dalla formazione riserve (1. FFC Francoforte II), che la stagione precedente aveva diretto la squadra in 2. Frauen-Bundesliga, in sostituzione di Matt Ross. Pochi i movimenti di calciomercato nell'estate precedente la stagione, anche se intervenendo in tutti i reparti; uno degli acquisti più interessanti, in prestito dal Nagano Parceiro, è l'esperta attaccante giapponese Kumi Yokoyama che verrà schierata in tutti i 22 incontri di campionato. Sempre in ambito calciomercato la squadra perderà per la seconda parte della stagione Ana-Maria Crnogorčević, trasferitasi negli Stati Uniti d'America al Portland Thorns.
In campionato la squadra di Francoforte sul Meno milita costantemente in posizioni di centro classifica, mantenute anche se dalla 16ª giornata in poi inanella, tranne una, una serie di sconfitte che però non influiranno sulla posizione finale, il sesto posto.
Il percorso in Coppa di Germania, ufficialmente DFB-Pokal der Frauen, vede l'1.FFC Francoforte approdare al torneo, come tutte le altre squadre di Bundesliga femminile, al secondo turno, incontrando e superando nettamente per 6-0 il Bayer Leverkusen, squadra che milita in cadetteria, per poi trovare agli ottavi di finale il Sindelfingen, anch'esso superato per 3-1, e ai quarti il Turbine Potsdam, squadra ostica di alta classifica in campionato che nel precedente di Bundesliga aveva concluso la partita sull'1-1, ma che in questo caso superano le ragazze di Francoforte sul Meno con il risultato di 2-0 eliminandole dalla competizione.

## Divise e sponsor
Le tenute di gioco riprendono i colori sociali della società, il bianco e il nero. Lo sponsor principale è l'istituto di credito Commerzbank, il fornitore delle tenute Adidas.
| Casa | Trasferta |

## Organigramma societario
Estratti dal sito ufficiale e DFB.
Area amministrativa
- Dirigente: Siegfried Dietrich

Area tecnica
- Allenatore: Niko Arnautis
- Vice allenatore: Kai Rennich
- Preparatore dei portieri: Mario Gros
- Preparatore atletico: Torsten Schröder
- Fisioterapisti: Anne Lacroix, Toshihiko Omagari
- Medico: Hans-Joachim Kerger

## Rosa
Rosa, ruoli e numeri di maglia come da sito ufficiale e sito DFB.
| N. |                        | Ruolo | Calciatrice            |
| -- | ---------------------- | ----- | ---------------------- |
| 1  | Stati Uniti (bandiera) | P     | Bryane Heaberlin       |
| 1  | Germania (bandiera)    | P     | Desirée Schumann       |
| 2  | Germania (bandiera)    | D     | Selina Ostermeier      |
| 3  | Danimarca (bandiera)   | D     | Cecilie Sandvej        |
| 4  | Germania (bandiera)    | D     | Kathrin Hendrich       |
| 5  | Germania (bandiera)    | D     | Bibiane Schulze-Solano |
| 6  | Germania (bandiera)    | C     | Saskia Matheis         |
| 7  | Germania (bandiera)    | C     | Margarita Gidion       |
| 8  | Inghilterra (bandiera) | A     | Lily Agg               |
| 10 | Giappone (bandiera)    | A     | Kumi Yokoyama          |
| 11 | Germania (bandiera)    | D     | Sophia Kleinherne      |
| 12 | Canada (bandiera)      | C     | Sophie Schmidt         |
| 13 | Germania (bandiera)    | D     | Marith Prießen         |
| 14 | Paesi Bassi (bandiera) | C     | Jackie Groenen         |
| 15 | Germania (bandiera)    | A     | Julia Matuschewski     |

| N. |                      | Ruolo | Calciatrice            |
| -- | -------------------- | ----- | ---------------------- |
| 16 | Germania (bandiera)  | D     | Janina Hechler         |
| 17 | Germania (bandiera)  | A     | Nadine Anstatt         |
| 18 | Germania (bandiera)  | C     | Celine Brandt          |
| 19 | Germania (bandiera)  | A     | Theresa Panfil         |
| 20 | Germania (bandiera)  | D     | Laura Störzel          |
| 21 | Svizzera (bandiera)  | A     | Ana-Maria Crnogorčević |
| 22 | Kosovo (bandiera)    | A     | Valentina Limani       |
| 23 | Germania (bandiera)  | D     | Bibiana Schulze-Solano |
| 23 | Danimarca (bandiera) | A     | Lise Munk              |
| 24 | Germania (bandiera)  | C     | Lea Schneider          |
| 26 | Germania (bandiera)  | P     | Cara Bösl              |
| 27 | Germania (bandiera)  | A     | Alexandra Emmerling    |
| 28 | Germania (bandiera)  | C     | Lisa Ebert             |
| 30 | Germania (bandiera)  | A     | Shekiera Martinez      |
| 31 | Germania (bandiera)  | C     | Tanja Pawollek         |

## Calciomercato

### Sessione estiva
| Acquisti | Acquisti         | Acquisti        | Acquisti    |
| R.       | Nome             | da              | Modalità    |
| -------- | ---------------- | --------------- | ----------- |
| D        | Cecilie Sandvej  | Sand            | definitivo  |
| C        | Lily Agg         | Bristol City    | definitivo  |
| C        | Margarita Gidion | SGS Essen       | definitivo  |
| A        | Kumi Yokoyama    | Nagano Parceiro | in prestito |

| Cessioni | Cessioni             | Cessioni              | Cessioni                       |
| R.       | Nome                 | a                     | Modalità                       |
| -------- | -------------------- | --------------------- | ------------------------------ |
| P        | Anne-Kathrine Kremer | Colonia               | definitivo                     |
| D        | Peggy Nietgen        | Colonia               | definitivo                     |
| C        | Jessica May          | 1. FFC Francoforte II | aggregata alla squadra riserve |
| A        | Mandy Islacker       | Bayern Monaco         | definitivo                     |

### Sessione invernale
| Acquisti | Acquisti | Acquisti | Acquisti |
| R.       | Nome     | da       | Modalità |
| -------- | -------- | -------- | -------- |
|          |          |          |          |

| Cessioni | Cessioni               | Cessioni        | Cessioni   |
| R.       | Nome                   | a               | Modalità   |
| -------- | ---------------------- | --------------- | ---------- |
| C        | Ana-Maria Crnogorčević | Portland Thorns | definitivo |

## Risultati

### Frauen-Bundesliga

#### Girone di andata
| Arbitro: | Biehl (Siesbach) |

|                              |           |  |
| Crnogorčević 21’ Groenen 25’ | Marcatori |  |

| Arbitro: | Wozniak (Herne) |

|  |           |             |
|  | Marcatori | 5’ Pawollek |

| Arbitro: | Kunkel (Amburgo) |

|              |           |                              |
| Yokoyama 14’ | Marcatori | 18’ Feiersinger 49’ Aschauer |

| Arbitro: | Stolz (Pritzwalk) |

|  |           |              |
|  | Marcatori | 43’ Yokoyama |

| Arbitro: | Heimann (Gladbeck) |

|                      |           |             |
| Schmidt 34’ Munk 82’ | Marcatori | 4’ Rijsdijk |

| Arbitro: | Derlin (Bad Schwartau) |

|          |           |                  |
| Huth 22’ | Marcatori | 30’ Crnogorčević |

| Arbitro: | Wacker (Lehrensteinsfeld) |

|                                               |           |  |
| Störzel 11’ Groenen 40’ Hendrich 62’ Munk 88’ | Marcatori |  |

| Arbitro: | Söder (Ingolstadt) |

|            |           |  |
| Harder 12’ | Marcatori |  |

| Arbitro: | Joos (Leinfelden-Echterdingen) |

|  |           |                                       |
|  | Marcatori | 40’ Hendrich 72’ Yokoyama 82’ Groenen |

| Arbitro: | Schlemmer (Nußbach) |

|  |           |                |
|  | Marcatori | 90+1’ Dallmann |

| Arbitro: | Kunkel (Amburgo) |

|                                      |           |  |
| Rolser 37’ Lewandowski 73’ Roord 79’ | Marcatori |  |

#### Girone di ritorno
| Arbitro: | Stolz (Pritzwalk) |

|  |           |                                          |
|  | Marcatori | 29’ Munk 71’ (rig.) Schmidt 76’ Yokoyama |

| Arbitro: | Duske (Leverkusen) |

|                          |           |  |
| Groenen 62’ Pawollek 71’ | Marcatori |  |

| Arbitro: | Joos (Leinfelden-Echterdingen) |

|                                       |           |                       |
| Van Bonn 66’ Burger 83’ Vojteková 88’ | Marcatori | 30’ Schmidt 42’ Ebert |

| Arbitro: | Söder (Ingolstadt) |

|                                  |           |                        |
| Groenen 45+2’, 74’ Munk 59’, 72’ | Marcatori | 18’ Seiler 89’ Cameron |

| Arbitro: | Wozniak (Herne) |

|                 |           |  |
| Añonma 44’, 58’ | Marcatori |  |

| Arbitro: | Weigelt (Lipsia) |

|  |           |          |
|  | Marcatori | 51’ Huth |

| Arbitro: | Derlin (Bad Schwartau) |

|  |           |             |
|  | Marcatori | 58’ Prießen |

| Arbitro: | Wozniak (Herne) |

|  |           |                           |
|  | Marcatori | 31’ Dickenmann 56’ Harder |

| Arbitro: | Wacker (Lehrensteinsfeld) |

|           |           |                      |
| Agg 90+3’ | Marcatori | 16’ Kayikçi 68’ Bühl |

| Arbitro: | Schlemmer (Nußbach) |

|                        |           |            |
| Dallmann 20’, 55’, 90’ | Marcatori | 15’ Gidion |

| Arbitro: | Kunkel (Amburgo) |

|  |           |             |
|  | Marcatori | 26’ Däbritz |

### DFB-Pokal der Frauen
| Arbitro: | Wozniak (Herne) |

|  |           |                                                          |
|  | Marcatori | 39’ Schmidt 45+3’ Groenen 54’, 61’ Yokoyama 85’, 90’ Agg |

| Arbitro: | Reßler (Mannheim) |

|           |           |                      |
| Egner 85’ | Marcatori | 8’ Agg 49’, 72’ Munk |

| Arbitro: | Söder (Ingolstadt) |

|  |           |                    |
|  | Marcatori | 21’ Elsig 35’ Huth |

## Statistiche

### Statistiche di squadra
| Competizione         | Punti | In casa | In casa | In casa | In casa | In casa | In casa | In trasferta | In trasferta | In trasferta | In trasferta | In trasferta | In trasferta | Totale | Totale | Totale | Totale | Totale | Totale | DR  |
| Competizione         | Punti | G       | V       | N       | P       | Gf      | Gs      | G            | V            | N            | P            | Gf           | Gs           | G      | V      | N      | P      | Gf     | Gs     | DR  |
| -------------------- | ----- | ------- | ------- | ------- | ------- | ------- | ------- | ------------ | ------------ | ------------ | ------------ | ------------ | ------------ | ------ | ------ | ------ | ------ | ------ | ------ | --- |
| Frauen-Bundesliga    | 31    | 11      | 5       | 0       | 6       | 16      | 12      | 11           | 5            | 1            | 5            | 13           | 13           | 22     | 10     | 1      | 11     | 29     | 25     | +4  |
| DFB-Pokal der Frauen | -     | 1       | 0       | 0       | 1       | 0       | 2       | 2            | 2            | 0            | 0            | 9            | 1            | 3      | 2      | 0      | 1      | 9      | 3      | +6  |
| Totale               | -     | 12      | 5       | 0       | 7       | 16      | 14      | 13           | 7            | 1            | 5            | 22           | 14           | 25     | 12     | 1      | 12     | 38     | 28     | +10 |

### Andamento in campionato
| Giornata  | 1 | 2 | 3 | 4 | 5 | 6 | 7 | 8 | 9 | 10 | 11 | 12 | 13 | 14 | 15 | 16 | 17 | 18 | 19 | 20 | 21 | 22 |
| --------- | - | - | - | - | - | - | - | - | - | -- | -- | -- | -- | -- | -- | -- | -- | -- | -- | -- | -- | -- |
| Luogo     | C | T | C | T | C | T | C | T | T | C  | T  | T  | C  | T  | C  | T  | C  | T  | C  | C  | T  | C  |
| Risultato | V | V | P | V | V | N | V | P | V | P  | P  | V  | V  | P  | V  | P  | P  | V  | P  | P  | P  | P  |
| Posizione | 5 | 3 | 5 | 4 | 4 | 4 | 4 | 4 | 4 | 4  | 5  | 5  | 5  | 5  | 5  | 5  | 6  | 6  | 6  | 6  | 6  | 6  |

Legenda:

Luogo: C = Casa; T = Trasferta. Risultato: V = Vittoria; N = Pareggio; P = Sconfitta.

### Statistiche delle giocatrici
| Giocatore         | Frauen-Bundesliga | Frauen-Bundesliga | Frauen-Bundesliga | Frauen-Bundesliga | DFB-Pokal der Frauen | DFB-Pokal der Frauen | DFB-Pokal der Frauen | DFB-Pokal der Frauen | Totale   | Totale | Totale      | Totale     |
| Giocatore         | Presenze          | Reti              | Ammonizioni       | Espulsioni        | Presenze             | Reti                 | Ammonizioni          | Espulsioni           | Presenze | Reti   | Ammonizioni | Espulsioni |
| ----------------- | ----------------- | ----------------- | ----------------- | ----------------- | -------------------- | -------------------- | -------------------- | -------------------- | -------- | ------ | ----------- | ---------- |
| L. Agg            | 13                | 1                 | 1                 | 0                 | 2                    | 3                    | 0                    | 0                    | 15       | 4      | 1           | 0          |
| C. Bösl           | 1                 | -2                | 0                 | 0                 | 0                    | 0                    | 0                    | 0                    | 1        | -2     | 0           | 0          |
| A. Crnogorčević   | 14                | 2                 | 1                 | 0                 | 3                    | 0                    | 1                    | 0                    | 17       | 2      | 2           | 0          |
| L. Ebert          | 8                 | 1                 | 0                 | 0                 | 1                    | 0                    | 0                    | 0                    | 9        | 1      | 0           | 0          |
| A. Emmerling      | 6                 | 0                 | 0                 | 0                 | 2                    | 0                    | 0                    | 0                    | 8        | 0      | 0           | 0          |
| M. Gidion         | 17                | 1                 | 2                 | 0                 | 1                    | 0                    | 0                    | 0                    | 18       | 1      | 2           | 0          |
| J. Groenen        | 20                | 6                 | 4                 | 0                 | 3                    | 1                    | 0                    | 0                    | 23       | 7      | 4           | 0          |
| B. Heaberlin      | 16                | -17               | 0                 | 0                 | 0                    | 0                    | 0                    | 0                    | 16       | -17    | 0           | 0          |
| J. Hechler        | 17                | 0                 | 2                 | 0                 | 3                    | 0                    | 1                    | 0                    | 20       | 0      | 3           | 0          |
| K. Hendrich       | 22                | 2                 | 2                 | 0                 | 3                    | 0                    | 0                    | 0                    | 25       | 2      | 2           | 0          |
| S. Kleinherne     | 12                | 0                 | 2                 | 0                 | 1                    | 0                    | 0                    | 0                    | 13       | 0      | 2           | 0          |
| V. Limani         | 0                 | 0                 | 0                 | 0                 | -                    | -                    | -                    | -                    | 0        | 0      | 0           | 0          |
| S. Martinez       | 4                 | 0                 | 0                 | 0                 | 1                    | 0                    | 0                    | 0                    | 5        | 0      | 0           | 0          |
| S. Matheis        | 4                 | 0                 | 0                 | 0                 | -                    | -                    | -                    | -                    | 4        | 0      | 0           | 0          |
| J. Matuschewski   | 8                 | 0                 | 0                 | 0                 | 1                    | 0                    | 0                    | 0                    | 9        | 0      | 0           | 0          |
| L. Munk           | 17                | 5                 | 0                 | 0                 | 2                    | 2                    | 0                    | 0                    | 19       | 7      | 0           | 0          |
| S. Ostermeier     | 0                 | 0                 | 0                 | 0                 | -                    | -                    | -                    | -                    | 0        | 0      | 0           | 0          |
| T. Panfil         | -                 | -                 | -                 | -                 | -                    | -                    | -                    | -                    | -        | -      | -           | -          |
| T. Pawollek       | 21                | 2                 | 5                 | 0                 | 3                    | 0                    | 1                    | 0                    | 24       | 2      | 6           | 0          |
| M. Prießen        | 21                | 1                 | 1                 | 0                 | 3                    | 0                    | 0                    | 0                    | 24       | 1      | 1           | 0          |
| C. Sandvej        | 22                | 0                 | 2                 | 0                 | 3                    | 0                    | 0                    | 0                    | 25       | 0      | 2           | 0          |
| B. Schulze-Solano | 2                 | 0                 | 0                 | 0                 | 1                    | 0                    | 1                    | 0                    | 3        | 0      | 1           | 0          |
| S. Schmidt        | 20                | 3                 | 3                 | 0                 | 3                    | 1                    | 0                    | 0                    | 23       | 4      | 3           | 0          |
| L. Schneider      | -                 | -                 | -                 | -                 | -                    | -                    | -                    | -                    | -        | -      | -           | -          |
| D. Schumann       | 7                 | -7                | 0                 | 1                 | 3                    | -3                   | 0                    | 0                    | 10       | -10    | 0           | 1          |
| L. Störzel        | 11                | 1                 | 2                 | 0                 | 1                    | 0                    | 0                    | 0                    | 12       | 1      | 2           | 0          |
| K. Yokoyama       | 22                | 4                 | 0                 | 0                 | 2                    | 2                    | 0                    | 0                    | 24       | 6      | 0           | 0          |